# Gazon maudit
Gazon maudit é um filme de comédia francês de 1995 dirigido e escrito por Josiane Balasko. O título não tem uma tradução exata, porém uma aproximação em português seria "Gramado Amaldiçoado", que em francês é uma expressão que se refere aos pelos púbicos. Foi selecionado como represente da França à edição do Oscar 1996, organizada pela Academia de Artes e Ciências Cinematográficas.

## Sinopse
Laurent e Loli são um casal na casa dos 30 anos que vive no sul da França com seus filhos pequenos. Ele é um agente imobiliário, ela é uma dona de casa. Laurent tem casos extraconjugais.
Loli não sabe que seu marido é infiel, mas um dia, um trailer quebra em frente a sua casa. A motorista é Marijo, uma lésbica butch em seus 40 anos que trabalha como DJ que pede para usar o telefone da casa. Loli deixa ela fazer uma ligação se Marijo desentupir sua pia. Loli e Marijo começam a ter um caso. Laurent descobre as duas e fica perturbado, mas seu amigo Antoine acidentalmente revela seus próprios casos românticos. Como esse fato parece justificar a relação entre as duas mulheres, Marijo se muda para a casa deles.
Antoine sugere que Laurent deixe Loli fazer o que quer, para com a hostilidade, e esperar o relacionamento terminar sozinho. Laurent concorda, e a casa passa a ser comandada por um ménage à trois idílico. Porém, a estratégia funciona, especialmente quando um casal de lésbicas amigas de Marijo visitam; Laurent as recebe, mas Loli fica irritada e com ciúmes. 
Marijo decide que esta situação não vai mais funcionar. Ela sabe que Laurent quer que ela vá embora. Enquanto Loli está viajando, ela faz um acordo com ele; ela terminará com Loli e partir imediatamente se Laurent a der algo que ela sempre quis ter: um bebê. Os dois transam para esse propósito e Marijo parte antes de Loli voltar, e Laurent conta nada para Loli, de acordo com o combinado.
Laurent e Loli voltam a sua antiga rotina, mas seu relacionamento foi profundamente afetado. Loli fica chocada ao descobrir que Marijo está vivendo em Paris e está grávida de muitos meses. Ela insiste que ela e Laurent precisam ir a Paris para reconquistá-la. Os dois a encontram trabalhando como DJ em uma discoteca lésbica, e eles tem uma briga com a dona do lugar, que despede Marijo. Loli e Laurent a levam de volta à casa, onde ela dá a luz.
O trio é restabelecido, e Laurent vai comprar uma casa maior. Ele encontra com o vendedor espanhol nadando em sua piscina, e os dois tomam o café da manhã juntos, trocando olhares provocantes.

## Elenco
- Victoria Abril - Loli
- Josiane Balasko - Marijo
- Alain Chabat - Laurent
- Ticky Holgado - Antoine
- Catherine Hiegel - Dany
- Michèle Bernier - Solange
- Catherine Samie - Prostituta
- Katrine Boorman - Emily Crumble
- Miguel Bosé - Diego